# Peso per asse
Il peso per asse è un'unità di misura utilizzata nel settore trasporti per determinare il limite massimo di carico possibile su un mezzo (in genere carro ferroviario) in relazione alla capacità di sopportarlo della superficie che deve percorrere (in genere linea ferroviaria).
Il peso per asse è dato dal peso totale di un mezzo di trasporto (peso del mezzo più carico utile) diviso per il numero di assi del mezzo stesso. Per la precisione, da alcuni anni si dovrebbe utilizzare il termine "massa per asse" più esatto dal punto di vista scientifico ma la terminologia incontra difficoltà di uso corrente.
Ogni asse, per convenzione, supporta una pari quantità di peso rispetto agli altri assi. Quanto maggiore sarà il numero degli assi di un mezzo tanto minore sarà il peso per asse. Per esempio un autocarro con 2 assi e 4 tonnellate di peso totale, avrà un peso per asse di 2 tonnellate; un autocarro di 3 assi e 4 tonnellate di peso avrà un peso per asse pari a 1.33 tonnellate.
La distribuzione del peso, con l'aumentare del numero degli assi, permette: 
- di aumentare il peso trasportabile a parità di superficie del mezzo,
- la migliore distribuzione del peso sul mezzo con vantaggi sulla sua usura,
- un migliore scarico a terra del peso stesso con vantaggi sull'usura del piano stradale.

Nel trasporto ferroviario conoscere il peso per asse è estremamente importante per determinare la possibilità di instradare un trasporto su una linea oppure un'altra. Le linee ferroviarie, sotto questo aspetto, sono variamente classificate e non tutte possono sopportare con sicurezza pesi per asse eccessivi. Il limite massimo di un treno viene determinato da quello del carro con il peso per asse più elevato.

## Classificazione delle linee ferroviarie
Le linee ferroviarie sono classificate in 4 gruppi tramite le lettere A, B, C, D in base alla massa assiale supportata, ed ulteriormente in sottogruppi - con numeri - in base alla massa per metro corrente. La massa per metro corrente è un parametro che punta ad individuare le opportune limitazioni di circolazione per carri corti, i quali - pur se con un rapporto tonnellate/asse eventualmente ammissibile - potrebbero costituire pericolo nell'attraversamento di determinati punti critici delle linee (es.: ponti antichi) poiché trasmettono l'intera massa del carro concentrata in una breve porzione dei binari e della massicciata.
| Categoria | Massa per asse (tonnellate) | Massa per metro corrente (tonnellate) |
| --------- | --------------------------- | ------------------------------------- |
| A         | 16                          | 5,0                                   |
| B1        | 18                          | 5,0                                   |
| B2        | 18                          | 6,4                                   |
| C2        | 20                          | 6,4                                   |
| C3L       | 20                          | 7,2                                   |
| C3        | 20                          | 7,2                                   |
| C4        | 20                          | 8,0                                   |
| D2        | 22,5                        | 6,4                                   |
| D3        | 22,5                        | 7,2                                   |
| D4        | 22,5                        | 8,0                                   |
| E4        | 25                          | 8,0                                   |
| E5        | 25                          | 8,8                                   |

Come esempio osserviamo che un treno in cui anche un solo carro sia "caricato in D4" (il cui peso per asse superi le 20 ton/asse) non può essere instradato su linee classificate C3 o inferiori. Il carro stesso può essere mantenuto nella composizione solo dietro utilizzo di un TEM (Trasporto Eccedente Massa) e dietro pagamento di un corrispettivo. In alternativa, il carro deve essere scartato.